# Craspedosis exotasis
Craspedosis exotasis là một loài bướm đêm trong họ Geometridae.